# سنبله‌ای وحشی
سنبله‌ای وحشی (نام علمی: Stachys arvensis) نام یک گونه از سرده سنبله‌ای است.